# Виту (острова)
Виту (англ. Vitu Islands) — группа из 7 вулканических островов в Новогвинейском море в юго-западной части Тихого океана, принадлежащая Папуа — Новой Гвинее. Острова занимают в море площадь около 2100 км² и находятся на расстоянии 60 — 115 км от полуострова Вийоме острова Новая Британия. Административно входят в состав провинции Западная Новая Британия региона Айлендс.

## География
Архипелаг состоит из четырёх относительно крупных островов: Гарове (67 км²), Нараге, Унеа (28 км²) и Мундуа и трёх небольших островов, входящих в группу Мундуа (Вамбу, Уингору, Ундага). Иногда к островам относят риф Оттилиен, лежащий в 35 км западнее острова Нараге. Самым высоким островом группы является Унеа — 591 м.
Все острова группы имеют изрезанную береговую линию с песчаными пляжами и окружены рифами. Почвы островов очень плодородны и они являются главным центром выращивания копры в Папуа — Новой Гвинее.

## История
Архипелаг был открыт в 1643 году экспедицией Абеля Тасмана. В 1793 году острова были открыты повторно экспедицией Жозефа д’Антркасто и названы им Французским островами. В 1885 году острова стали колонией Германии, а 1899—1914 годах были частью Германской Новой Гвинеи. В 1914 году острова были оккупированы австралийскими войсками и стали колонией Австралии по мандату Лиги Наций после войны. С 1975 года являются частью независимого Папуа — Новая Гвинея.